# Chernelházadamonya
Chernelházadamonya is een plaats (község) en gemeente in het Hongaarse comitaat Vas. Chernelházadamonya telt 218 inwoners (2001).